# Adrian Streinu-Cercel
Adrian Streinu-Cercel (n. 30 august 1956, Orbeni, România) este un medic și cercetător român, membru al Academiei de Științe Medicale, director al Institutului Național de Boli Infecțioase „Prof. Dr. Matei Balș” și profesor universitar în cadrul Universității Carol Davila. A absolvit Facultatea de Medicină din București în anul 1982 și a început să lucreze în cadrul institutului de boli infecțioase din București după rezidențiat, în 1984.
Streinu-Cercel a fost secretar de stat în Guvernul Emil Boc, între 6 octombrie - 3 noiembrie 2009 și 19 noiembrie 2010 - 23 mai 2012. A fost declarat de două ori incompatibil de ANI, pentru pozițiile deținute în cadrul Guvernului și al UMF în paralel cu poziția de director de spital.

## Lupta sa cu pandemiile
În 2006, în timpul pandemiei de gripă aviară, profesorul Streinu-Cercel spunea că aceasta ar putea aduce moartea pentru 2 milioane de români și că este nevoie de vaccinare, dar din păcate nu se va putea face acest lucru pentru mai mult de 25% din populațiePetre Dobrescu - Aviara ar putea ucide doua milioane de romani, Libertatea, 22 iunie 2006
În 2009, în timpul pandemiei de gripă porcină, declarată de Organizația Mondială a Sănătății, profesorul Streinu-Cercel atrăgea atenția că această boală poate pricinui moartea a zeci de mii de români. „Să zicem bogdaproste dacă ne dă cineva vaccin”, a afirmat dânsul cu privire la gripa porcină.
La începutul pandemiei de coronavirus din 2020 ocupa funcția de președinte al Comisiei pentru managementul clinic și epidemiologic al COVID-19 din cadrul Ministerului Sănătății între 6 aprilie și 23 aprilie, fiind demis în urma unor divergențe cu prim-ministrul de atunci, Ludovic Orban, și cu președintele Klaus Iohannis privind un plan de luptă împotriva epidemiei care prevedea carantinarea separată de familii a persoanelor de peste 65 de ani.